# Classe Dealey
La classe Dealey fu una classe di cacciatorpediniere di scorta della United States Navy, composta da tredici unità entrate in servizio tra il 1954 e il 1957.
Prime unità di scorta statunitensi progettate dopo il periodo della seconda guerra mondiale, erano leggermente più veloci e più grandi dei cacciatorpediniere di scorta del periodo bellico che avrebbero dovuto rimpiazzare. La costruzione venne comunque sospesa dopo la realizzazione di tredici navi perché ritenuta come troppo costosa per unità da produrre in massa in caso di guerra su vasta scala, e al suo posto venne preferito un progetto più semplice ed economico (la successiva classe Claud Jones). Le unità statunitensi rimasero in servizio fino al 1973, quando vennero radiate in favore delle nuove fregate della classe Knox; due unità della classe furono cedute rispettivamente a Uruguay e Colombia, rimanendo in servizio con esse fino all'inizio degli anni 1990, mentre le altre vennero avviate alla demolizione.

## Il progetto

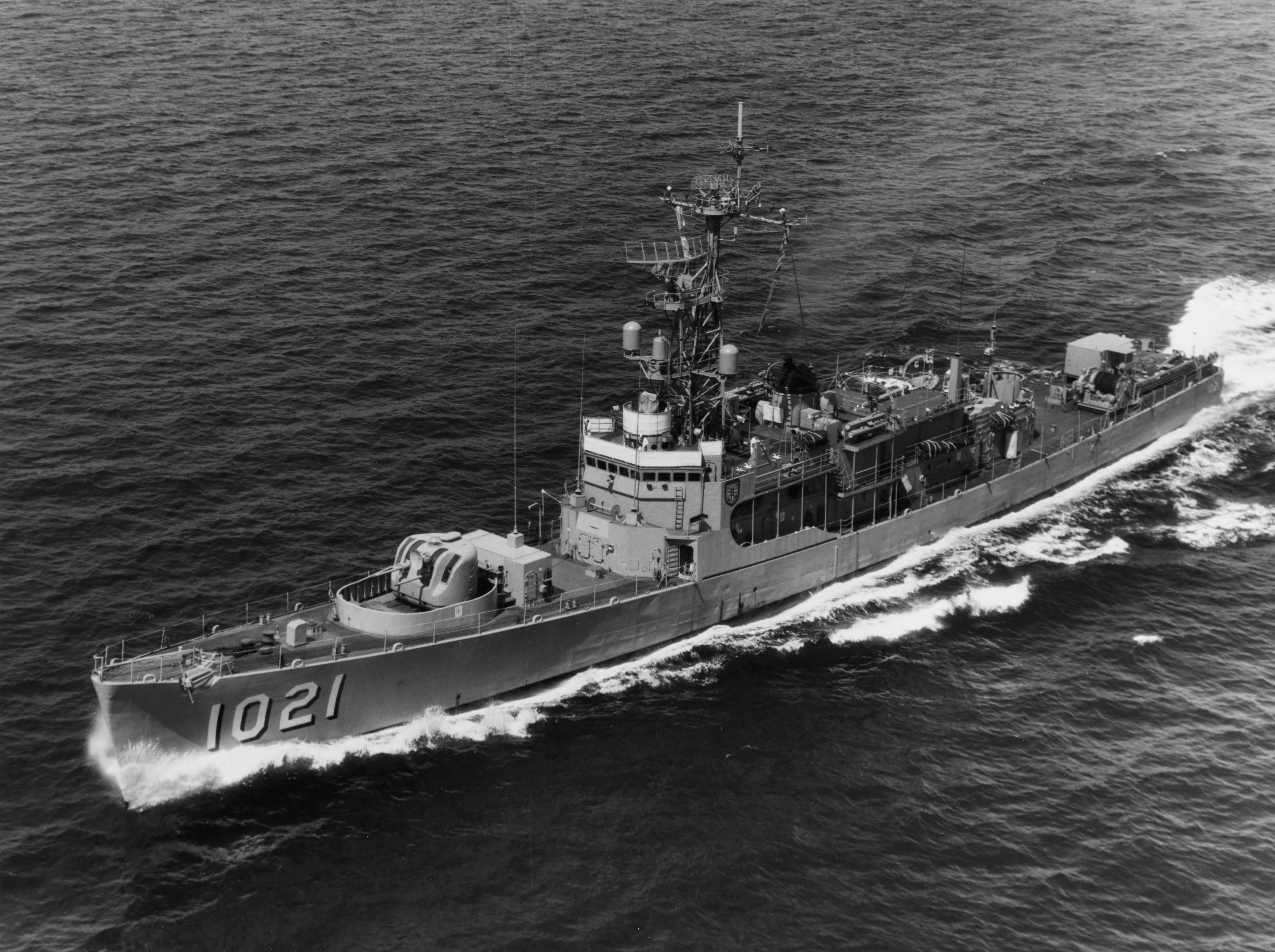
Il Courtney in navigazione nel 1970

Nei tardi anni 1940, la U.S. Navy formulò il requisito per una classe di unità dedicate alla scorta dei convogli navali e al pattugliamento nelle acque costiere, per rimpiazzare i cacciasommergibili classe PC-461 costruiti negli anni della seconda guerra mondiale. I cacciasommergibili esistenti all'epoca erano ormai considerati come troppo piccoli per poter imbarcare le necessarie armi e sensori anti-sommergibili richiesti dall'epoca, e come troppo lenti per poter dare la caccia ai moderni sottomarini; i requisiti prevedevano quindi la costruzione di un'unità delle dimensioni paragonabili ai cacciatorpediniere di scorta in servizio all'epoca. Le unità della nuova classe dovevano essere navi dalla costruzione economica e rapida, in modo da poter essere agevolmente replicate in grandi numeri in caso di guerra su vasta scala.
Per il 1950, il requisito per la nuova classe di unità era stato modificato in quello di una nave del tipo Ocean escort, con una velocità massima di almeno 25 nodi (46 km/h) a pieno carico di combattimento e un'autonomia di almeno 6000 miglia nautiche alla velocità di crociera di 12 nodi (11000 km a 22 km/h). Come armamento principale anti-sommergibili l'unità avrebbe portato fisso a prua un impianto Mark 17, un mortaio tipo porcospino per il lancio di cariche di profondità.
L'unità capoclasse venne impostata nell'ambito del programma di costruzioni navali dell'anno fiscale 1952, con altre due unità impostate in ciascuno degli anni fiscali 1953 e 1954 e altre otto unità nell'anno fiscale 1955. La produzione venne però fermata dopo la realizzazione di complessive 13 navi, visto che il costo complessivo di una singola unità (12 milioni di dollari) venne considerato come troppo elevato per una eventuale produzione di massa; il progetto venne quindi rivisto e diede origine alla successiva classe Claud Jones, cacciatorpediniere di scorta dotati di una propulsione a motore Diesel. Il progetto dei Dealey fece tuttavia da base di partenza per la realizzazione delle fregate classe Oslo della Marina militare norvegese e classe Almirante Pereira da Silva della Marina portoghese.

## Caratteristiche

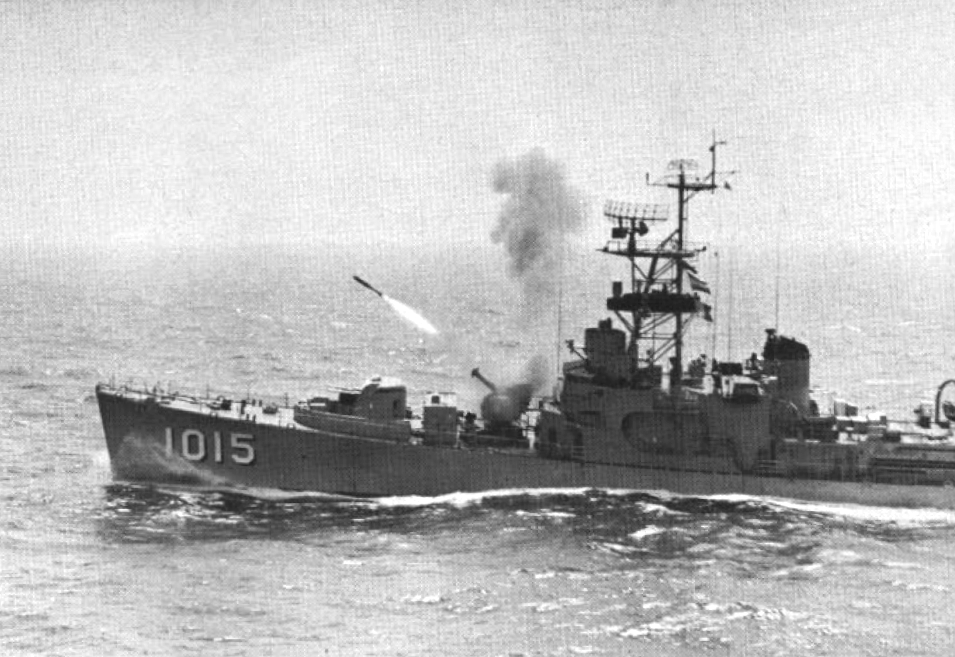
Lo Hammerberg fotografato nel 1962 mentre lancia in esercitazione un razzo anti-sommergibili dal suo impianto Weapon Alpha

Il progetto finale delle nuove unità, designato come SCB 72 e quindi come classe Dealey o classe DE-1006, prevedeva una nave con uno scafo dalla lunghezza fuori tutto di 96 metri e dalla lunghezza al galleggiamento di 93,9 metri, con una larghezza massima di 11,18 metri e un pescaggio di 3,61 metri. Il dislocamento standard ammontava a 1335 tonnellate, e saliva a 1907 tonnellate con la nave a pieno carico. Il sistema propulsivo si basava su due caldaie della Foster Wheeler alimentati una turbina a vapore, a sua volta azionante un albero motore con una singola elica; le macchine garantivano una potenza di 20 000 shp (15 000 kW), che spingeva le unità a una velocità massima di 27 nodi (50 km/h). Il design ad albero singolo delle macchine venne scelto per facilitare la produzione di massa, evitando potenziali colli di bottiglia nella produzione degli ingranaggi che avevano ritardato la messa in servizio dei cacciatorpediniere di scorta in tempo di guerra.
Secondo il progetto di base, le unità della classe erano armate con due impianti binati di cannoni da 76 mm, collocati uno a prua e uno a poppa; gli impianti erano aperti e manovrati manualmente, e i pezzi erano impiegabili tanto nel tiro antiaereo quanto nel tiro contro bersagli di superficie. La costruzione dell'impianto anti-sommergibili Mark 17 venne annullata prima che le unità venissero realizzate, quindi la capoclasse Dealey entrò in servizio armata con due mortai anti-sommergibili tipo Squid di origine britannica montati a prua; nelle restanti unità della classe invece venne installato un nuovo impianto di lanciarazzi anti-sommergibili tipo RUR-4 Weapon Alpha. Sempre come armi anti-sommergibili, le unità portavano quattro tubi lanciasiluri da 533 mm e due lanciatori per bombe di profondità a poppa. L'apparato sensori comprendeva un radar di scoperta aerea SPS-6 e un sonar a bassa frequenza SQS-4.
Tutte le unità della classe, a eccezione di Dealey, Cromwell e Courtney, vennero modernizzate negli anni 1960 tramite l'aggiunta degli impianti per operare un drone-elicottero tipo Gyrodyne QH-50 DASH, con un piccolo hangar per il ricovero dell'apparecchio e un ponte di decollo posizionati a poppa al posto di un impianto di cannoni da 76 mm; l'originario sonar SQS-4 fu poi sostituito da un impianto a lungo raggio SQS-23. Le tre unità non modificate ricevettero invece un nuovo impianto sonar a profondità variabile (Variable Depth Sonar o VDS). Tutte le unità della classe furono private dei loro impianti anti-sommergibili Squid o Weapon Alpha verso la fine della loro carriera nella U.S. Navy, mentre gli originari impianti lanciasiluri furono rimpiazzati da impianti Mk 32 per il lancio di ordigni tipo Mk 44 o Mk 46 da 324 mm.

## Unità
| Nome                            | Costruttore                             | Impostazione      | Varo              | Entrata in servizio | Destino finale                                                                                               |
| ------------------------------- | --------------------------------------- | ----------------- | ----------------- | ------------------- | --- |
| USS Dealey (DE-1006)            | Bath Iron Works                         | 15 dicembre 1952  | 8 novembre 1953   | 3 giugno 1954       | Ceduto all'Uruguay nel 1972 e rinominato ROU 18 De Julio (DE-3), radiato nel 1991 e avviato alla demolizione |
| USS Cromwell (DE-1014)          | Bath Iron Works                         | 3 agosto 1953     | 4 giugno 1954     | 24 novembre 1954    | Radiato il 5 luglio 1972 e avviato alla demolizione                                                          |
| USS Hammerberg (DE-1015)        | Bath Iron Works                         | 12 novembre 1953  | 20 agosto 1954    | 2 marzo 1955        | Radiato il 14 dicembre 1973 e avviato alla demolizione                                                       |
| USS Courtney (DE-1021)          | Defoe Shipbuilding                      | 2 settembre 1954  | 2 novembre 1955   | 24 settembre 1956   | Radiato nel 1973 e avviato alla demolizione                                                                  |
| USS Lester (DE-1022)            | Defoe Shipbuilding                      | 2 settembre 1954  | 5 gennaio 1956    | 14 giugno 1957      | Radiato nel 1973 e avviato alla demolizione                                                                  |
| USS Evans (DE-1023)             | Puget Sound Bridge and Dredging Company | 8 aprile 1955     | 14 settembre 1955 | 14 giugno 1957      | Radiato nel 1973 e avviato alla demolizione                                                                  |
| USS Bridget (DE-1024)           | Puget Sound Bridge and Dredging Company | 19 settembre 1955 | 25 aprile 1956    | 24 ottobre 1957     | Radiato nel 1973 e avviato alla demolizione                                                                  |
| USS Bauer (DE-1025)             | Bethlehem Steel                         | 1º dicembre 1955  | 4 giugno 1957     | 21 novembre 1957    | Radiato nel 1973 e avviato alla demolizione                                                                  |
| USS Hooper (DE-1026)            | Bethlehem Steel                         | 4 gennaio 1956    | 1º agosto 1957    | 18 marzo 1958       | Radiato nel 1973 e avviato alla demolizione                                                                  |
| USS John Willis (DE-1027)       | New York Shipbuilding                   | 5 luglio 1955     | 4 febbraio 1956   | 21 febbraio 1957    | Radiato nel 1972 e avviato alla demolizione                                                                  |
| USS Van Voorhis (DE-1028)       | New York Shipbuilding                   | 29 agosto 1955    | 28 luglio 1956    | 22 aprile 1957      | Radiato nel 1972 e avviato alla demolizione                                                                  |
| USS Hartley (DE-1029)           | New York Shipbuilding                   | 31 ottobre 1955   | 24 novembre 1956  | 26 giugno 1957      | Ceduto alla Colombia nel 1972 e rinominato ARC Boyaca (DE-16), radiato nel 1994 e conservato come nave museo |
| USS Joseph K. Taussig (DE-1030) | New York Shipbuilding                   | 3 gennaio 1956    | 3 gennaio 1957    | 10 settembre 1957   | Radiato nel 1972 e avviato alla demolizione                                                                  |